# Эласон (дим)
Эласо́н (греч. Δήμος Ελασσόνας) — община (дим) в Греции. Входит в периферийную единицу Ларису в периферии Фессалии. Население 32 121 житель по переписи 2011 года. Площадь 1565,177 квадратного километра. Плотность 20,52 человека на квадратный километр. Административный центр — Эласон. Димархом на местных выборах 2014 года избран Николаос Эвангелу (Νικόλαος Ευαγγέλου).
В 2011 году по программе «Калликратис» к общине Эласону присоединены упразднённые общины Андихасия, Ливадион, Олимп, Потамья и Сарандапорон, а также сообщества Вердикуса и Карья.

## Административное деление

Административное деление общины:
1 — Эласон
2 — по часовой снизу: Царицани, Потамья, Вердикуса, Андихасия, Сарандапорон, Ливадион, Олимп, Карья

Община Эласон делится на 9 общинных единиц.